# Silvia Manrique
Silvia Manrique, född den 16 mars 1973 i Llodio, Spanien, är en spansk landhockeyspelare.
Hon tog OS-guld i damernas landhockeyturnering i samband med de olympiska landhockeytävlingarna 1992 i Barcelona.